# 国际乐谱典藏计划
國際樂譜典藏計劃（英語：International Music Score Library Project，縮寫：IMSLP）是一個以Wiki為基礎，集合公共領域的樂譜的虛擬樂譜資料庫計劃。從2010年6月6日開始，国际乐谱典藏计划亦收集公共領域及許可的音樂錄音。該項目採用MediaWiki軟件提供貢獻者熟悉及易用的界面。自2006年2月16日推出以來，逾7,800名作曲家的61,000份作品的約220,000份樂譜和21,000段錄音被上傳。
除了作為樂譜資料庫，IMSLP也有音樂學領域的價值，這是因為一個單一作品可以被上傳多個歷史版本，而每個作品的頁面均提供多樣資訊，如音調、創作年份、首次演出年份、樂曲組成部份及樂器等，相關研究者能夠以此進行比較。在樂譜之外，IMSLP也有為數尚少的原文文獻及專書檔案。

## 沿革
IMSLP在2006年2月16日成立，主要收錄失去版權保護的音樂樂譜版本的掃描影像。此外，它亦認可由希望與世界分享他們的音樂的當代作曲家在創作共用下發佈的作品。IMSLP的主要項目之一是整理和上傳約翰·塞巴斯蒂安·巴赫的完整作品，並在2008年11月3日完成。IMSLP亦收錄所有貝多芬、阿爾坎傑羅·科雷利、德彪西、舒曼、舒伯特等音樂家及大部份莫扎特和李斯特的公共領域作品。

## 獲獎及榮譽
- MERLOT古典音樂獎，2009年[5]
- PC雜誌100大網站[6]

## 項目及其他
- IMSLP被麻省理工學院推薦作為研究工具，[7][8]也以IMSLP為其開放課程提供音樂資源。[9][10]
- 樂團分譜計畫（Orchestra Parts Project）：IMSLP社群成員發起的樂譜普及工作，其中又以卡爾穆斯（Kalmus）出版社與其轄下「樂團圖書館」（Orchestra Library）的內容為大宗。歷來許多作品，例如大部分的歌劇，往往只有一次出版紀錄，後世在動輒四、五百頁的總譜當中，擷取單獨一段歌曲進行演奏，往往是困難的工作。是以將該段歌曲的總譜、分譜擷出，單獨出版，甚至重新打譜、排版之後的再版工作，以卡爾穆斯出版社為首，可說是音樂會、樂團演出相當重要的一環。IMSLP的社群成員發起這一計畫，旨在為所有的管弦樂作品提供樂團各聲部完整的樂譜，從而使演出更為可行，達到音樂推廣的長程目的。

## 延伸閱讀
- 国际乐谱典藏计划引发的版权问题（页面存档备份，存于）, 纽约时报, 2011年2月22日
- 在聚光灯下的音乐版权（页面存档备份，存于） 英国广播公司新闻 2007年11月2日

## 外部連結
- 国际乐谱典藏计划網站（页面存档备份，存于）
  - 备用網址（页面存档备份，存于）
  - 樂團分譜計畫的免费乐谱，由国际乐谱典藏计划提供
- Wiki主页
- 欧盟服务器门户网站（页面存档备份，存于）
- 美国服务器门户网站